# Dryadaula selenophanes
Dryadaula selenophanes är en fjärilsart som beskrevs av Edward Meyrick 1880. Dryadaula selenophanes ingår i släktet Dryadaula och familjen äkta malar. Inga underarter finns listade i Catalogue of Life.